# زبان‌های آتاباسکی

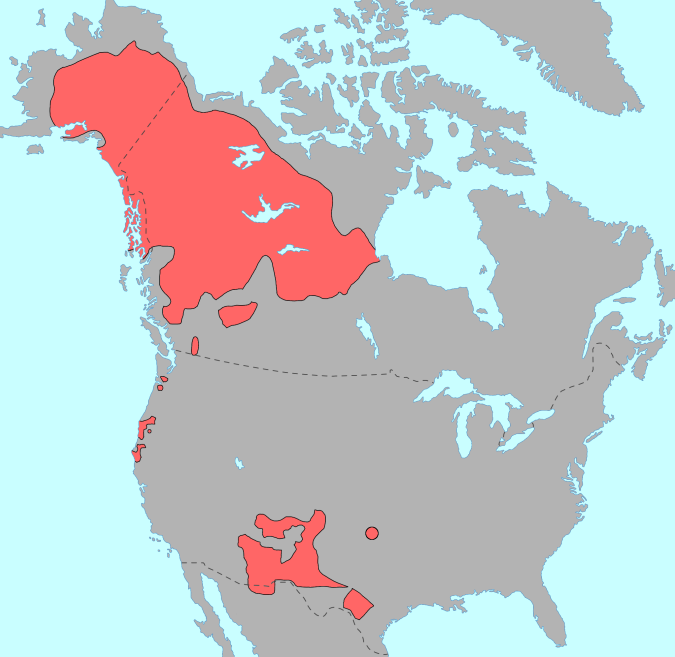
گسترهٔ زبان‌های آتاباسکی.

زبان‌های آتاباسکی (به انگلیسی: Athabaskan languages) خانواده‌ای از زبان‌های سرخ‌پوستان آمریکای شمالی است.
خانوادهٔ زبان‌های آتاباسکی از دید شمار گویشوران دومین خانوادهٔ بزرگ زبان‌های سرخ‌پوستی آمریکایی شمالی پس از خانوادهٔ یوتو-آزتک است.